# 富士正晴全国高校生文学賞
富士正晴全国高校生文学賞（ふじまさはるぜんこくこうこうせいぶんがくしょう）は、四国大学が2020年度から主催する、高校文芸部誌に掲載された個人作品を対象とする文学賞。

## 概要
2010年度から2019年度まで徳島県三好市が主催していた富士正晴全国高等学校文芸誌賞（文芸誌甲子園）から個人作品部門を引き継ぐ形で新たに創設された。

## 大賞・優秀賞受賞者一覧
| 回数  | 年度     | 大賞                   | 大賞                       | 優秀賞                     | 優秀賞                               |
| 回数  | 年度     | 題名                   | 作者名                     | 題名                       | 作者名                               |
| ----- | -------- | ---------------------- | -------------------------- | -------------------------- | ------------------------------------ |
| 第1回 | 2020年度 | ほうじょうや           | 吉原幸歩((福岡)筑紫女学園) | しあわせの見つけ方         | 三浦麻名(岩手県立盛岡第三)           |
| 第1回 | 2020年度 | ほうじょうや           | 吉原幸歩((福岡)筑紫女学園) | 終わらない夏               | 志摩光咲((兵庫)白陵)                 |
| 第1回 | 2020年度 | ほうじょうや           | 吉原幸歩((福岡)筑紫女学園) | 岡惚れ蝉時雨               | 松原采実((福岡)筑紫女学園)           |
| 第2回 | 2021年度 | ⬛⬛⬛【わく-ごっ-く】 | 原田仁海(東京都立大江戸)   | 綿                         | 長谷川千成(岩手県立盛岡第一)         |
| 第2回 | 2021年度 | ⬛⬛⬛【わく-ごっ-く】 | 原田仁海(東京都立大江戸)   | 床と当たりくじ             | 三浦麻名(岩手県立盛岡第三)           |
| 第2回 | 2021年度 | ⬛⬛⬛【わく-ごっ-く】 | 原田仁海(東京都立大江戸)   | Femme fatale               | 佐々木いづみ((神奈川)湘南白百合学園) |
| 第3回 | 2022年度 | 筑前煮の魔法           | 廣田胡春((福岡)筑紫女学園) | 時速三百キロのタイムマシン | 森和香子((兵庫)白陵)                 |
| 第3回 | 2022年度 | 筑前煮の魔法           | 廣田胡春((福岡)筑紫女学園) | ドラマツルギー             | 湯浅完(滋賀県立彦根東)               |
| 第3回 | 2022年度 | 筑前煮の魔法           | 廣田胡春((福岡)筑紫女学園) | うすけむり                 | 西澤あづき(岩手県立盛岡第三)         |
| 第4回 | 2023年度 | ねこの手・わたしの手   | 本多奈恵（(大阪)梅花）     | 浸水                       | 白川こと（岩手県立水沢）             |
| 第4回 | 2023年度 | ねこの手・わたしの手   | 本多奈恵（(大阪)梅花）     | フィルムの向こう           | 伊藤茜（岩手県立花巻北）             |
| 第4回 | 2023年度 | ねこの手・わたしの手   | 本多奈恵（(大阪)梅花）     | 乾杯                       | 大河原優希（(岡山)就実）             |